# B-4
B-4（）は、アメリカのSFテレビドラマ、『スタートレック』シリーズの劇場版『ネメシス/S.T.X』に登場するアンドロイド。ブレント・スパイナーが演じた。日本語版吹替の声優は大塚芳忠。
B-4は『新スタートレック』シリーズの主要登場人物であるデータと同じく、サイバネティックスの権威、ヌニエン・スン博士によって生み出されたアンドロイドである。テレビ版の第162話『アンドロイドの母親』（Inheritance）において、データと彼の兄であるローアより以前に、3体のアンドロイドが作られたことが明らかにされているので、B-4はこの内の1体と考えられる。2379年、ロミュランとの非武装地帯に近いコラリス3号星から発せられるアンドロイドに特有の陽電子反応をキャッチしたエンタープライズ号（U.S.S.エンタープライズE）が、そこでバラバラになって散らばっているB-4を回収し起動した。
ピカード艦長の推測によると、彼の「B-4」（ビー・フォー）という名前は発音が似ていることから"before"（ビフォー）、つまり「以前」という意味で、データやローアより前に作られたということを暗示している。ちなみに、ローア（Lore）は「知識」、データ（Data）は「情報」という意味で、小説版『ネメシス』では、スン博士の風変わりなネーミングセンスを、ピカードはやや呆れ気味に語っている。
彼はいわゆるプロトタイプであり、外見や内部構造はデータやローアと同一であるが、陽電子頭脳（ポジトロニック・ブレイン）は初期型のものであり、その機能は制限されている。データはピカードの許可のもと、ラ＝フォージに頼んで、自分の記憶をB-4にダウンロードしてもらうが、機能に差がありすぎたためか、膨大な情報処理が間に合わないのかは不明だが上手くいかなかった模様。
実はB-4の発見はロミュランの新執政官、シンゾンが仕組んだ罠であった。どのような経緯でB-4がシンゾンの手中に収められたのか定かではないが、彼はピカードの身柄と惑星連邦の艦隊情報入手のため、B-4をわざとエンタープライズに発見させるように仕向けたのである。すんでの所でデータが入れ替わって偽の情報を教えたため、情報漏洩は防ぐことができたが、危険を避けるためにデータはやむなくB-4の機能を停止している。
シンゾンとの戦いでデータが自らを犠牲にしてピカードとエンタープライズを救い、全てが終わった後、ピカードはB-4を再起動して、彼の兄弟であるデータが、いかに人間的で立派な人物であったかを話して聞かせている。予想通り、未発達のB-4のポジトロニック･ブレインでは、ピカードの言うことは理解できていなかった。彼にとってデータは自分と同じアンドロイドという認識に過ぎないためだった。
だが、ピカードが部屋を後にしようとしたとき、B-4が不意に何かを口ずさむ。データがライカーとトロイの結婚式で歌った「ブルー・スカイ」の歌詞である。ピカードは歌詞を思い出せないB-4に歌詞を口ずさむ。
このB-4の行動が、データから記憶をダウンロードした結果がようやく現れ始めたものなのか、それともただの情報読み込みなのかは定かではない（B-4が口ずさんだのは歌のほんの一部にすぎない）。わずかに見え始めた彼の変化にピカードは希望の笑みを浮かべ、新たな旅へ出発する。展開的には、データが生き返る希望を持たせた形である。
その後は自叙伝「ジャン＝リュック・ピカード」によれば、QによってB-4はデータとしての人格を取り戻し完全に機能するようになった。そして映画『スター・トレック(2009年)』の前日譚コミック『Star Trek: Countdown』では、2387年時点でデータとしてエンタープライズEの艦長を務めている。しかし『スタートレック:ピカード』では、24世紀末にはすでに停止させられ分解されている。